# Holly Days
Holly Days est le second album solo du guitariste Denny Laine, publié en 1977.
Enregistré en août 1976, durant la première tournée mondiale des Wings, il s'agit d'un hommage rendu au chanteur Buddy Holly. L'album a été produit par Paul McCartney, qui a également joué la plupart des instruments de l'album. En raison des méthodes d’enregistrement rudimentaires utilisées pour capturer le "style Buddy Holly", seules les pistes 2 et 3 étaient en stéréo.

## Liste des chansons
| 1. | Heartbeat              | Bob Montgomery, Norman Petty                  | Denny Laine/Paul McCartney                 | 2:37 |
| 2. | Moondreams             | Norman Petty                                  | Denny Laine/Paul McCartney                 | 2:41 |
| 3. | Rave On                | Sunny West, Bil Tilghman, Norman Petty        | Linda McCartney/Paul McCartney/Denny Laine | 1:53 |
| 4. | I'm Gonna Love You Too | Joe Mauldin, Niki Sullivan, Norman Petty      | Denny Laine/Paul McCartney                 | 2:15 |
| 5. | Fool's Paradise        | Sonny Le Glaire, Horace Linsley, Norman Petty | Denny Laine/Paul McCartney/Linda McCartney | 2:46 |
| 6. | Lonesome Tears         | Buddy Holly                                   | Instrumental                               | 3:05 |

| 7.  | It's So Easy/Listen to Me       | Buddy Holly, Norman Petty/Charles Hardin, Norman Petty | Denny Laine/Linda McCartney/Paul McCartney | 3:47 |
| 8.  | Look at Me                      | Norman Petty, Buddy Holly, Jerry Allison               | Denny Laine                                | 3:10 |
| 9.  | Take Your Time                  | Buddy Holly, Norman Petty                              | Denny Laine                                | 3:38 |
| 10. | I'm Looking for Someone to Love | Buddy Holly, Norman Petty                              | Instrumental                               | 3:57 |

## Personnel
- Denny Laine : chant, guitares, piano, harmonica, orgue Hammond, xylophone
- Paul McCartney : guitares, basse, piano, claviers, batterie, chœurs, production
- Linda McCartney : claviers, chœurs